# Тереси
Тере́си (чув. Тереçи) — деревня в Моргаушском районе Чувашской Республики. Входит в состав Орининского сельского поселения.

## География
Находится в северо-западной части Чувашии, на расстоянии приблизительно 7 км на север-северо-восток по прямой от районного центра — села Моргауши, у автомагистрали М7 «Волга». Расстояние до столицы республики — города Чебоксары — 34 км, до районого центра — 10 км, до железнодорожной станции — 34 км. В деревне берёт начало река Сундырь.

## История
Известна с 1795 года как выселок деревни Большая Ачкарень (ныне Москакасы) с 17 дворами. В XIX веке околоток села Ахманеи. В 1858 году учтено 264 жителя, в 1897 году — 177, в 1926 — 47 дворов и 205 жителей, в 1939 — 186 жителей, в 1979 — 174. В 2002 году было 53 двора, в 2010 — 43 домохозяйства. 

В 1931 образован колхоз «Красный Октябрь».
Религия
В начале XX века жители деревни Тересь были прихожанами церкви Казанской иконы Божией Матери села Ахманеи.

## Название
Название деревни — от чувашского мужского имени Тереç. 
Историческое и прежние названия
Терес; Тересь (1904).

## Население
| 2010 | 2012 |
| ---- | ---- |
| 131  | ↗146 |

Постоянное население составляло 150 человек (чуваши — 97 %) в 2002 году, 131 в 2010.

## Инфраструктура
Функционирует СПК «Восток» (по состоянию на 2010 год).

Проведён водопровод, деревня газифицирована.